# 1153 Wallenbergia
Az 1153 Wallenbergia (ideiglenes jelöléssel 1924 SL) a Naprendszer kisbolygóövében található aszteroida. Szergej Beljavszkij fedezte fel 1924. szeptember 5-én.